# Trinley Künkyab
Trinley Künkyab (1947 - ca. 1950) was een Tibetaans tulku. Hij was de dertiende shamarpa, een van de invloedrijkste geestelijk leiders van de karma kagyütraditie in het Tibetaans boeddhisme en van de kagyütraditie in het algemeen. Hij werd slechts omstreeks twee jaar oud.